# Lucemburské euromince
Lucemburské euromince vstoupily do oběhu 1. ledna 2002. Lucembursko je zakládajícím členem Evropské unie a také členem Evropské měnové unie.
Mince mají společný motiv pro každou ze tří skupin mincí, ale všechny zobrazují portrét velkovévody Henriho a všechny navrhla Yvette Gastauer-Claire po dohodě s královskou rodinou a s lucemburskou vládou. Mince také obsahují 12 hvězd symbolizujících Evropskou unii, rok uvolnění do oběhu a nápis „Lëtzebuerg“ (lucembursky Lucembursko). Lucembursko nemá prostředky nutné pro ražení mincí, a proto pocházejí z Nizozemska, Finska a Francie.
Protože velkovévoda Henri figuruje na mincích poprvé, má hlavu otočenou doleva. Na předchozích frankových mincích v Lucembursku byla hlava panovníka otočená doprava. 

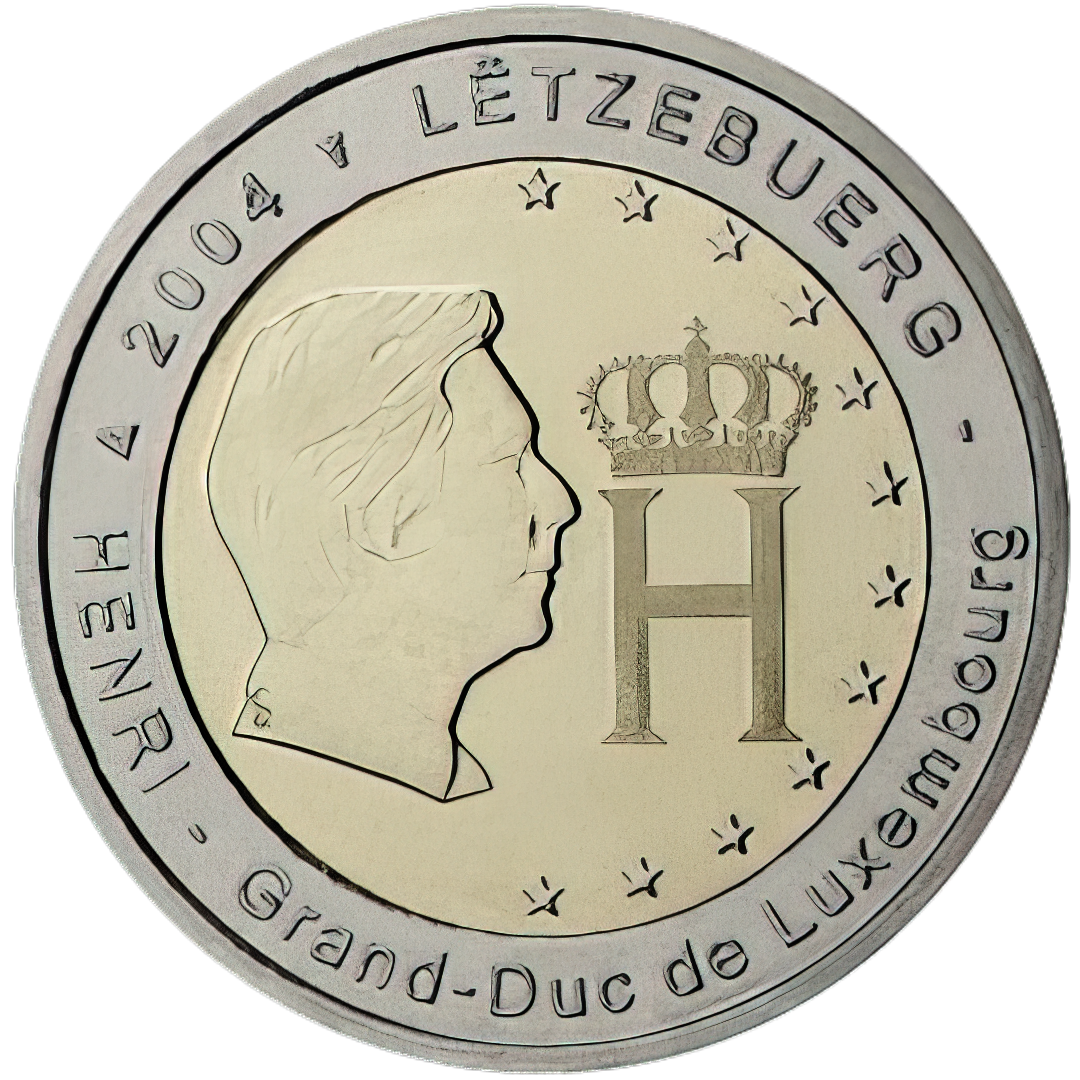

## Pamětní mince

### Dvoueurové oběžné mince
Následující tabulka zahrnuje 2€ pamětní mice vydané mezi roky 2004 a 2024.
1. 2004 – Portrét a monogram velkovévody Henriho
2. 2005 – 50. narozeniny a 5. výročí nástupu velkovévody Henriho na trůn a také 100. výročí smrti velkovévody Adolfa
3. 2006 – 25. narozeniny dědičného velkovévody Guillauma
4. 2007 – Velkovévodský palác v Lucemburku
5. 2007 – společná série mincí států eurozóny k výročí Římských smluv
6. 2008 – Château de Berg – hlavní rezidence velkovévody
7. 2009 – 90 let od nastoupení k trůnu velkovévodkyně Šarloty Lucemburské
8. 2009 – společná série mincí států eurozóny – 10 let od zavedení eura jako bezhotovostní měny
9. 2010 – Erb lucemburského velkovévody
10. 2011 – výročí padesáti let ode dne, kdy velkovévodkyně Charlotte jmenovala svého syna Jeana svým nástupcem (lieutenant-représentant)
11. 2012 – velkovévoda Henri a velkovévoda Guillaume IV. z řady „Velkovévodská dynastie“
12. 2012 – společná série mincí států eurozóny – 10 let od zavedení eurobankovek a euromincí
13. 2012 – svatba následníka trůnu Guillauma s hraběnkou Stéphanie de Lannoy
14. 2013 – národní hymna Lucemburského velkovévodství
15. 2014 – 175. výročí nezávislosti Lucemburského velkovévodství
16. 2014 – 50. výročí nástupu velkovévody Jeana na trůn
17. 2015 – společná série mincí států eurozóny – 30 let vlajky Evropské unie
18. 2015 – patnácté výročí nástupu Jeho královské Výsosti velkovévody na trůn
19. 2015 – 125. výročí Nasavsko-Weilburské dynastie
20. 2016 – 50 let od otevření mostu velkovédkyně Šarloty
21. 2017 – 50. výročí dobrovolné služby v lucemburské armádě
22. 2017 – 200. výročí narození velkovévody Viléma III.
23. 2018 – 150. výročí lucemburské ústavy
24. 2018 – 175. výročí úmrtí velkovévody Viléma I.
25. 2019 – 100. výročí nástupu velkovévodkyně Charlotty na trůn
26. 2019 – 100. výročí všeobecného volebního práva
27. 2020 – 200. výročí narození prince Jindřicha
28. 2020 – narození prince Karla
29. 2021 – 100. výročí narození velkovévody Jana
30. 2021 – 40. výročí svatby velkovévody Jindřicha
31. 2022 – společná série mincí států eurozóny – 35 let od zahájení programu Erasmus
32. 2022 – 50. výročí právní ochrany lucemburské vlajky
33. 2022 – desáté výročí sňatku dědičného velkovévody Viléma a dědičné velkovévodkyně Stéphanie
34. 2023 – 175. výročí lucemburského parlamentu
35. 2023 – 25. výročí členství velkovévody Jindřicha v Mezinárodním olympijském výboru
36. 2024 – 175. výročí úmrtí velkovévody Viléma II.
37. 2024 – 100. výročí od chvíle, kdy velkovévodkyně Šarlota podepsala výnos týkající se vydávání mincovního oběživa „Feierstéppler“